# Jyva'Zik
Le festival Jyva'Zik a été créé en 2007. Lors des éditions 2007, 2008 et 2009, le festival se déroulait uniquement sur une journée. À partir de l'édition 2010, le festival est passé à deux jours, le vendredi en soirée et le samedi après-midi et soirée. Il a rassemblé environ 4 500 personnes durant les deux jours de l'édition 2010. En 2013, le concept a changé et se base sur l'electro swing. Il a eu lieu au Parc à Mitrailles de Court-Saint-Étienne, en Belgique. Il est annulé en 2017,. La dernière édition du festival a eu lieu en 2023. Le festival est tombé à court de moyens par manque de subside.

## Optique
Le Jyva'Zik prône la récupération, par exemple pour ses décors.
Avec entre autres :
- Des gobelets réutilisables
- Des jetons réutilisables
- Des toilettes sèches (à copeaux)
- Des Fournisseurs locaux
- Un tri des déchets efficace

Le festival met en place en marge des concerts un village composé d'associations, de marchands et d'artisans. Et également des artistes de rue et des activités sur le thème de l'année.

## Editions
Depuis sa deuxième édition, le festival propose une thématique. 
| Année | Thème                                                                         | Lieu               | Dates         | Remarque                                                 |
| ----- | ----------------------------------------------------------------------------- | ------------------ | ------------- | -------------------------------------------------------- |
| 2007  | Pas de thème                                                                  | Walhain            |               | Première édition                                         |
| 2008  | Développement communautaire au Vietnam / Cambodge                             | Walhain            |               |                                                          |
| 2009  | Soutien et promotion d'un festival au Burkina Faso, le FESDIG à Fada N'Gourma | Walhain            |               |                                                          |
| 2010  | Sensibilisation aux problèmes en Haïti                                        | Walhain            |               |                                                          |
| 2011  |                                                                               | Walhain            |               |                                                          |
| 2012  |                                                                               | Walhain            |               |                                                          |
| 2013  |                                                                               |                    |               |                                                          |
| 2014  |                                                                               |                    |               |                                                          |
| 2015  |                                                                               |                    |               |                                                          |
| 2016  | Le cabaret sauvage                                                            |                    |               |                                                          |
| 2017  | Les Rillettes Jyva'Zik                                                        |                    |               |                                                          |
| 2018  | Les Croisières Jyva'Zik                                                       |                    |               |                                                          |
| 2019  | Jyva'Zik et le temple de la fête                                              |                    |               |                                                          |
| 2020  | Festival annulé                                                               | Ferme du Biéreau   | 6-7 novembre  | Annulé à cause des mesures sanitaires contre le covid-19 |
| 2021  | Jyva'Zik et la malédiction du verre troué                                     | Mont-Saint-Guibert | 5-6 novembre  |                                                          |
| 2022  | La machine à voyager dans le temps                                            | Pamexpo            |               |                                                          |
| 2023  | La fête de Queenie                                                            | Pamexpo            | 27-28 octobre | Dernière édition                                         |